# Пол Рей Сміт
Пол Рей Сміт (англ. Paul Ray Smith) (нар. 24 вересня 1969, Ель-Пасо, Техас — пом. 4 квітня 2003, Міжнародний аеропорт Багдада, Багдад, Ірак) — американський військовослужбовець, сержант першого класу інженерних військ армії США. Учасник війн у Перській затоці, в Боснії, Косово, Іраку. Кавалер Медалі Пошани (посмертно) за подвиг, який здійснив у бою за аеропорт Багдада.

## Біографія
Пол Рей Сміт народився 24 вересня 1969 у техаському місті Ель-Пасо. У віці 9 років родина юнака переїхала до Тампи у Флориду. У 1989 році він закінчив вищу школу та в жовтні того ж року поступив на службу до армії США.
Спочатку Пол Сміт пройшов базову підготовку у Форті Леонард Вуд, Міссурі, по завершенні якої направлений для подальшого проходження служби до Німеччини на базу біля Ашаффенбурга. У складі 9-го інженерного батальйону брав участь у війні в Перській затоці. З жовтня 1996 залучався до проведення миротворчих операцій на території колишньої Югославії: в Боснії у Силах втілення та у Міжнародних силах з підтримки миру в Косові. у квітні 1997 року повернувся у Швайнфурт до пункту постійної дислокації його частини в Німеччині.
У 1999 році включений до 11-го інженерного батальйону, який у травні 2001 розгорнувся в Косово; підрозділ Сміта патрулював місцевість навколо Г'їлані. Весною 2002 Полу Сміту присвоєне звання сержанта першого класу, а в серпні 2002 р. він направлений на кваліфікаційні курси сержантського складу.
З розгортанням ударного угруповання американських військ для вторгнення в Ірак, частина військ, що дислокувалась у Німеччині, була перекинута до Південно-Західної Азії. Рота «B» 11-го інженерного батальйону увійшла до складу 3-ї піхотної дивізії, а з початком боїв інженерна рота сержанта П.Сміта провадила бойове забезпечення 2-му батальйону 7-го піхотного полку дивізії. Цей батальйон проривався крізь Кербелу до річки Євфрат і далі на столицю Іраку й мав завданням захоплення Міжнародного аеропорту Багдада
4 квітня 2003 року загін силою до 100 вояків був спрямований на блокування швидкісної дороги між Багдадом та аеропортом, на відстань 1,5 км східніше злітної смуги. У швидкоплинній сутичці з ворогом, американські вояки захопили в полон декількох солдатів іракської армії. Влаштувавши імпровізоване тимчасове укриття для затриманих військовополонених на місці однієї з конструкцій аеропорту, що мала вежу, сержант П. Сміт обладнав за допомогою інженерної машини M9 ACE позиції навколо неї, де розмістив своїх солдатів, організувавши кругову оборону конструкції. Незабаром побачивши траншеї з 50—100 іракськими солдатами, він влаштував атаку їхніх позицій за допомогою M2 «Бредлі» та трьох БТР M113. У бою один з бронетранспортерів був підбитий мінометним вогнем, три члени екіпажу виявилися пораненими. «Бредлі» також отримала кілька влучень з РПГ і хоча бойова машина залишалася на ходу, в неї до цього ж закінчувалися боєприпаси, і врешті-решт вона відступила з поля бою.
Спочатку сержант П.Сміт вирішив організувати евакуацію поранених з БТР без вогневої підтримки БМП власними силами. Тим часом, іракці зайняли панівну над полем бою вежу на заході. Тому, незважаючи на невигідне становище, Сміт вирішив не відводити людей з позицій, оскільки за ними знаходився пункт першої медичної допомоги, на якому перебувало приблизно 100 осіб медичного персоналу і поранених, які не мали ніякого захисту. Він організував евакуацію постраждалих членів екіпажу підбитого M113, після чого зайняв у ній місце кулеметника, взявши одного солдата, як водія. Перебуваючи на відкритій позиції під вогнем противника з трьох сторін, Сміт вогнем прикривав американських солдатів, поки невелика штурмова група під командуванням першого сержанта Тима Кемпбела не пробралася у вежу і атакою з тилу не знищила противника, що там окопався.
Коли бій закінчився, американські солдати знайшли П. Сміта загиблим біля кулемету M2. Його бронежилет витримав 13 прямих влучень, керамічні пластини на грудях та спині потріскались від куль. Лише одна куля, одна з останніх пробила шию та влучила в голову сержантові, вбивши на місці.
Тіло загиблого сержанта першого класу Пола Рея Сміта було кремовано та прах розвіяний над Мексиканською затокою, де він любив ловити рибу в дитинстві. Меморіальний знак на честь загиблого воїна встановлений на Арлінгтонському національному цвинтарі.

## Нагороди та відзнаки
| |                         |                                         |  |  |  |  |  |  |  |  |  |  |  |  |  |
| |                         |                                         |  |  |  |  |  |  |  |  |  |  |  |  |  |
| Bronze oak leaf cluster · Bronze oak leaf cluster · Bronze oak leaf cluster · Bronze oak leaf cluster | Silver oak leaf cluster |                                         |  |  |  |  |  |  |  |  |  |  |  |  |  |
| Bronze star                                                                                           |                         | Bronze star · Bronze star · Bronze star |  |  |  |  |  |  |  |  |  |  |  |  |  |
| |                         |                                         |  |  |  |  |  |  |  |  |  |  |  |  |  |
| |                         |                                         |  |  |  |  |  |  |  |  |  |  |  |  |  |
| |                         |                                         |  |  |  |  |  |  |  |  |  |  |  |  |  |
| |                         |                                         |  |  |  |  |  |  |  |  |  |  |  |  |  |

| Відзнака за героїзм частині | Відзнака за виняткову службу частині |                                                                                            |                                                                                            |                                                          |                                                          |                                                              |                                                              |
| Відзнака за героїзм частині | Відзнака за виняткову службу частині | Медаль Пошани                                                                              | Медаль Пошани                                                                              | Бронзова Зірка                                           | Бронзова Зірка                                           | Пурпурне Серце                                               | Пурпурне Серце                                               |
| Відзнака за героїзм частині | Відзнака за виняткову службу частині | Похвальна медаль армії США з 4-ма бронзовими дубовими листями                              | Похвальна медаль армії США з 4-ма бронзовими дубовими листями                              | Медаль за досягнення армії США зі срібним дубовим листям | Медаль за досягнення армії США зі срібним дубовим листям | Медаль армії за відмінну поведінку 4 нагородження            | Медаль армії за відмінну поведінку 4 нагородження            |
| Відзнака за героїзм частині | Відзнака за виняткову службу частині | Медаль за службу національній обороні із зіркою за службу                                  | Медаль за службу національній обороні із зіркою за службу                                  | Експедиційна медаль                                      | Експедиційна медаль                                      | Медаль за участь у війні в Затоці з 3-ма зірками за кампанію | Медаль за участь у війні в Затоці з 3-ма зірками за кампанію |
| Відзнака за героїзм частині | Відзнака за виняткову службу частині | Експедиційна медаль за війну з тероризмом                                                  | Експедиційна медаль за війну з тероризмом                                                  | Медаль за службу у війні з тероризмом                    | Медаль за службу у війні з тероризмом                    | Медаль за службу в Збройних силах                            | Медаль за службу в Збройних силах                            |
| Відзнака за героїзм частині | Відзнака за виняткову службу частині | Відзнака сержантського складу за вдосконалення якостей з нагородною цифрою 2               | Відзнака сержантського складу за вдосконалення якостей з нагородною цифрою 2               | Відзнака за службу в армії                               | Відзнака за службу в армії                               | Відзнака за службу за кордоном армії з нагородною цифрою 3   | Відзнака за службу за кордоном армії з нагородною цифрою 3   |
| Відзнака за героїзм частині | Відзнака за виняткову службу частині | Медаль НАТО (за участь в операціях на територіях Косово, Македонії та колишньої Югославії) | Медаль НАТО (за участь в операціях на територіях Косово, Македонії та колишньої Югославії) | Медаль за визволення Кувейту (Саудівська Аравія)         | Медаль за визволення Кувейту (Саудівська Аравія)         | Медаль визволення (Кувейт)                                   | Медаль визволення (Кувейт)                                   |
| Відзнака за героїзм частині | Відзнака за виняткову службу частині | Нашивка сапера армії США                                                                   | Нашивка сапера армії США                                                                   | Нашивка влучного стрільця Бундесверу                     | Нашивка влучного стрільця Бундесверу                     |                                                              |                                                              |

SFC Пол Рей Сміт також був удостоєний знака влучного стрільця